# Андріївка (Шепетівський район)
Андрі́ївка — село в Україні, у Полонській міській громаді Шепетівського району Хмельницької області. Стара назва — Свинна. Населення становить 285 осіб.

## Історія
Перша згадка 23 липня 1611 року. Належала князям Острозьким. Інвентар 1620 року фіксує посесорську маєтність в селі Свинна. Туди входила світлиця з кімнатою, пекарню, бровар з солодовнею, п'ять горілчаних котлів та господарські приміщення. Заселених дворів 23. Ставочок, млин, корчма. В Свинній в 1620 році була церква і жив піп. Село тоді належало до Полонської волості.
7 (20) листопада 1917 року, відповідно до Третього Універсалу Української Центральної Ради, увійшло до складу Української Народної Республіки.
Село постраждало в часі Голодомору 1932—1933 років, за різними даними, померло до 50 осіб.
12 червня 2020 року, відповідно до розпорядження Кабінету Міністрів України № 727-р «Про визначення адміністративних центрів та затвердження територій територіальних громад Хмельницької області», увійшло до складу Полонської міської територіальної громади.
19 липня 2020 року, в результаті адміністративно-територіальної реформи та ліквідації Полонського району, село увійшло до складу Шепетівського району.
19 вересня 2024 року Верховна Рада підтримала перейменування села Червоне на Андріївка. 26 вересня 2024 року перейменування набуло чинності.

## Населення

### Мова
Розподіл населення за рідною мовою за даними перепису 2001 року:
| Мова       | Кількість | Відсоток |
| ---------- | --------- | -------- |
| українська | 283       | 99.30%   |
| російська  | 1         | 0.35%    |
| білоруська | 1         | 0.35%    |
| Усього     | 285       | 100%     |